# Nereidy
Nereidy (gr. Νηρηίδες Nērēídes, łac. Nereides) – w mitologii greckiej kilkadziesiąt nimf morskich, córek Nereusa i Doris, powszechnie znanych z wielkiej urody.

## Nereidy w mitologii
W różnych podaniach liczba nereid waha się od 50 do 100. Nereidami były m.in.:
- Amfitryta
- Autonoe
- Doryda (Doris)
- Galatea
- Tetyda

Nereidy zamieszkiwały pałac swego ojca na dnie morza, przędąc, tkając i śpiewając pieśni.

## Nereidy w kulturze
W utworach poetyckich i w malarstwie przedstawiane są jako młode dziewczęta, pląsające wraz z delfinami i trytonami wśród fal.
Nereidy przedstawione są m.in. w grupach rzeźbiarskich:
- na hippokampie (Neapol),
- w Muzeum Watykańskim – Nereida porywana przez trytona.